# 2011年羅傑斯盃
2011年羅傑斯盃，舉行在加拿大的室外硬地的網球巡迴賽，在ATP於加拿大蒙特婁舉行，也稱加拿大大師1000賽；在WTA於加拿大多倫多舉行。

## 冠軍

### 男子單打
諾瓦克·喬科維奇 擊敗  馬爾迪·菲什（6–2、3–6、6–4）
- 這是喬科維奇今年第9座冠軍與生涯第27座冠軍，也是今年第5座大師賽冠軍與生涯第10座大師賽冠軍，亦是第2座羅傑斯盃冠軍[1]。

### 女子單打
小威廉絲 擊敗  薩曼莎·斯托瑟（6–4、6–2）
- 這是小威廉絲今年第2座冠軍與生涯第39座冠軍。

### 男子雙打
米卡埃爾·洛德拉 /  內納德·齊莫尼奇 擊敗  鮑勃·布賴恩 /  邁克·布賴恩（6–4、65–7、[10–5]）

### 女子雙打
莉澤爾·許貝爾 /  麗莎·雷蒙德 擊敗  維多利亞·阿扎倫卡 /  瑪麗亞·基里連科（不戰而勝）

## 外部連結
- 官方網站（页面存档备份，存于）